# Trans International Airlines
Trans International Airlines (TIA) fue una aerolínea que ofreció servicio de vuelos chárter desde y dentro de los Estados Unidos. También operó el servicio regular de pasajeros que volaba como Transamerica Airlines, así como vuelos chárter durante su última década. Su sede se encontraba en los terrenos del Aeropuerto Internacional de Oakland (OAK) en Oakland, California.

## Flota
Trans International Airlines y/o Transamerica Airlines operaron los siguientes aviones en varios momentos durante su existencia:
- 2 Boeing 727-171C
- 1 Boeing 747–130
- 2 Boeing 747-271C
- 1 Douglas DC-3
- 5 Douglas C-54 Skymaster
- 1 Douglas DC-6A
- 2 Douglas DC-6B
- 1 Douglas DC-8-51
- 2 Douglas DC-8-54F
- 1 Douglas DC-8-55F
- 1 Douglas DC-8-61F
- 1 Douglas DC-8-61CF
- 1 Douglas DC-8-63CF
- 8 Douglas DC-8-71CF
- 11 Douglas DC-8-73CF
- 16 Lockheed L-100 Hercules
- 1 Lockheed L-382
- 9 Lockheed L-188 Electra
- 1 Lockheed L-749 Constellation
- 2 Lockheed L-1049E Super Constellation
- 1 Lockheed L-1049G Super Constellation
- 9 Lockheed L-1049H Super Constellation
- 3 McDonnell Douglas DC-10-30CF

## Accidentes e incidentes
- 24 de junio de 1968, dos periódicos de Frankfurt informaron que un vuelo de TIA entre el aeropuerto internacional John F. Kennedy y el aeropuerto de Frankfurt el 23 de junio de 1968, dejó fragmentos de neumáticos en la pista de Nueva York y causó un incidente en Frankfurt por el cual los vehículos de emergencia fueron avisados antes de aterrizar un DC-8 con un neumático roto (neumático exterior del engranaje principal del lado derecho). El personal de tierra del aeropuerto JFK descubrió piezas de goma poco después del despegue del DC-8, después de lo cual se notificó a la tripulación de vuelo y a las autoridades de Frankfurt sobre el posible problema. El capitán se negó a informar a los pasajeros de la situación y aterrizó el avión en Frankfurt sin incidentes. Los mecánicos reemplazaron el neumático destruido y el avión pudo partir hacia Nueva York a las 4:00 p. m. del mismo día.

- El 8 de septiembre de 1970, el vuelo 863 de Trans International Airlines, un vuelo de reposicionamiento realizado por un DC-8, con ocho asistentes de vuelo y tres tripulantes de cabina a bordo, se estrelló en el camino desde el aeropuerto internacional John F. Kennedy en la ciudad de Nueva York hasta el aeropuerto internacional de Washington-Dulles. Sin saberlo para la tripulación, un objeto extraño quedó atrapado entre el elevador derecho y el estabilizador horizontal, que fue levantado y arrojado allí por la turbina de otro avión que lo precedía en la calle de rodaje. El problema no se detectó y el avión se estrelló al despegar con la pérdida de las 11 personas a bordo. Después de este incidente, la FAA instituyó nuevos mínimos entre las aeronaves en línea para el despegue.